# Amastris vicina
Amastris vicina är en insektsart som beskrevs av Broomfield 1976. Amastris vicina ingår i släktet Amastris och familjen hornstritar. Inga underarter finns listade i Catalogue of Life.